# Psammisia oppositiflora
Psammisia oppositiflora är en ljungväxtart som beskrevs av J.L. Luteyn. Psammisia oppositiflora ingår i släktet Psammisia och familjen ljungväxter. Inga underarter finns listade i Catalogue of Life.